# Hazerswoude-Dorp
Hazerswoude-Dorp es un pueblo del municipio de Alphen aan den Rijn, en Holanda Meridional, Países Bajos.

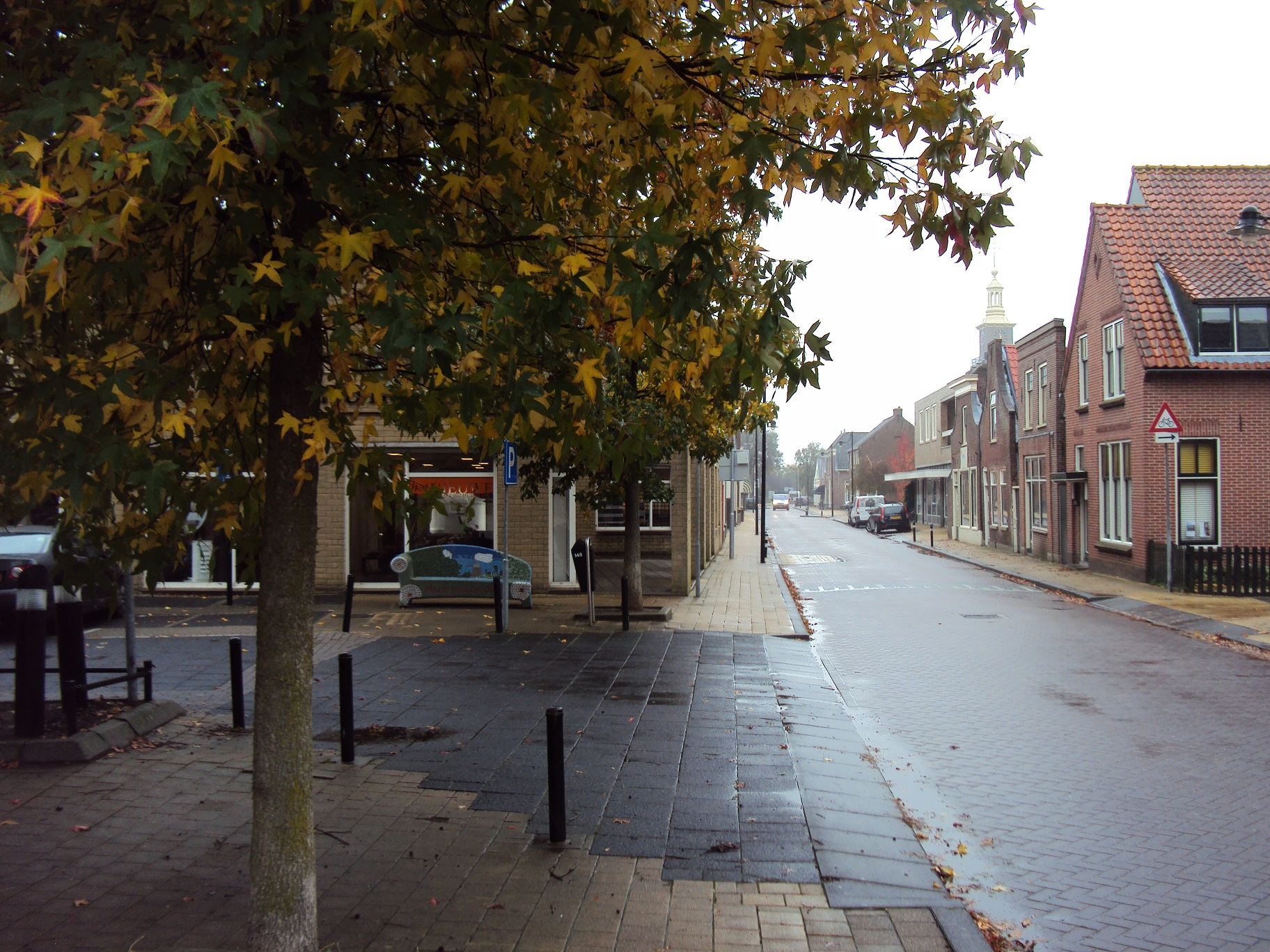

En 2001 tenía 4292 habitantes.Tiene una àrea de construcción de 0,76km2 dónde viven 1600 resdientes. En 2016 la población era de 5665 habitantes.

## Residentes célebres
Tom Okker Exjugador de tenis y actual comerciante de arte.